# ATP Saint-Vincent 1988
L'ATP Saint-Vincent 1988 è stato un torneo di tennis giocato sulla terra rossa. È stata la 3ª edizione dell'ATP Saint-Vincent che fa parte del Nabisco Grand Prix 1988. Si è giocato a Saint-Vincent in Italia dall'8 al 14 agosto 1988.

## Campioni

### Singolare
Kent Carlsson ha battuto in finale  Thierry Champion con il punteggio di 6–0, 6–2

### Doppio
Alberto Mancini /  Christian Miniussi hanno battuto in finale  Paolo Canè /  Balázs Taróczy con il punteggio di 6–4, 5–7, 6–3